# قلعه جزیره تراکای
قلعه جزیره تراکای (لیتوانیایی: Trakų salos pilis) یک قلعه در تراکای، لیتوانی است.
این قلعه که ساخته قرن ۱۴ میلادی است مرکز دوک‌نشین بزرگ لیتوانی بوده است و در سه مرحله براساس معماری گوتیک و معماری رومی‌وار ساخته شده است.

## نگارخانه

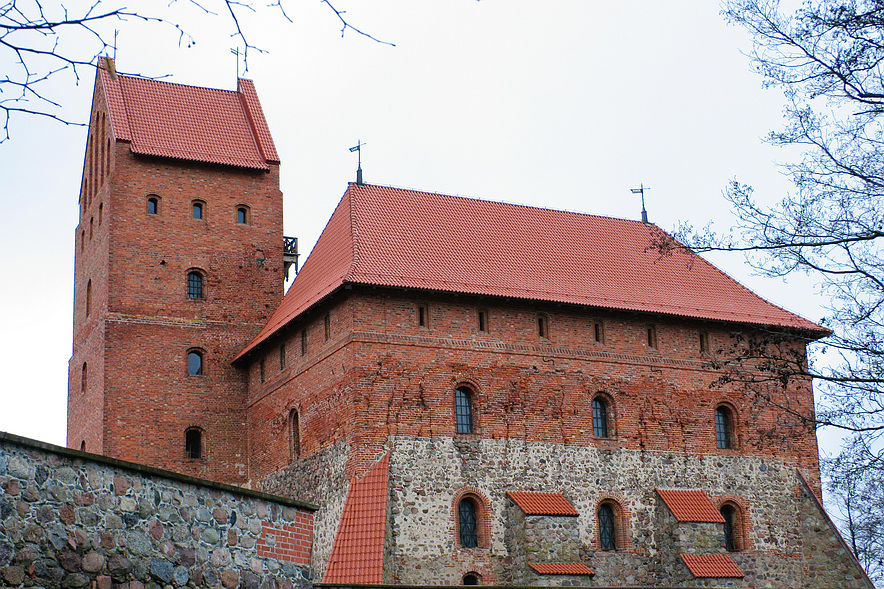
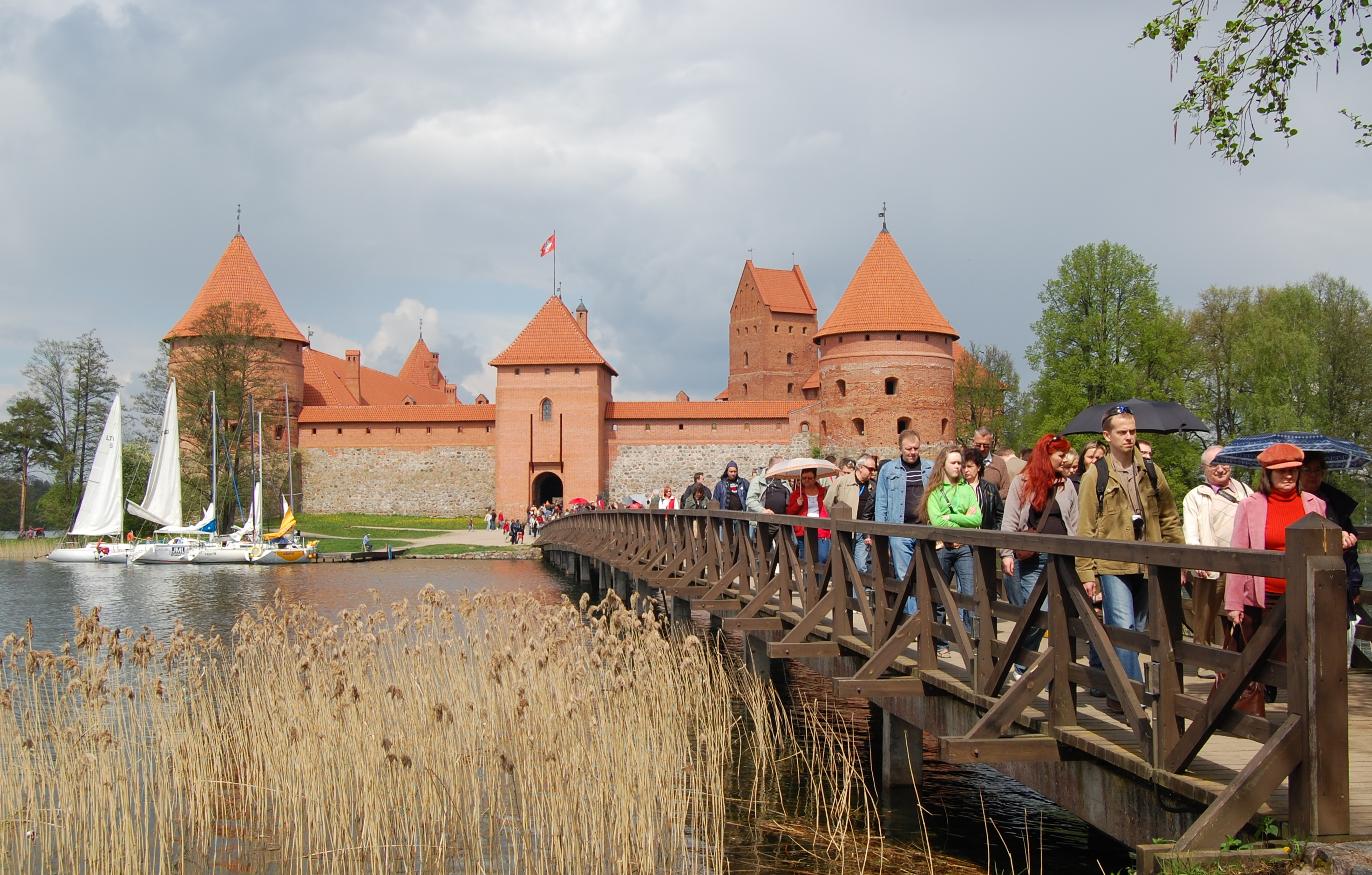
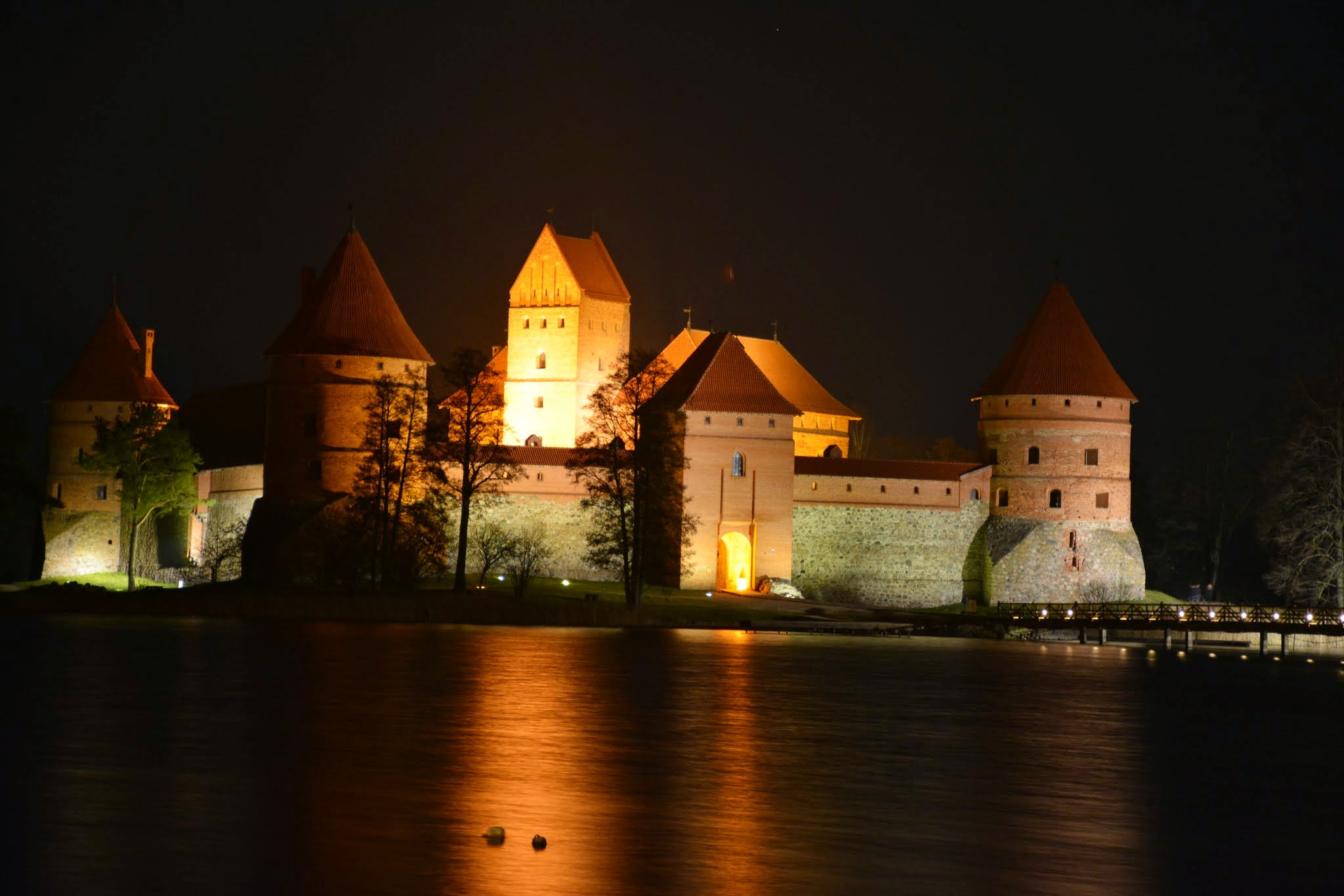
نورپردازی قلعه جزیره تراکای در شب
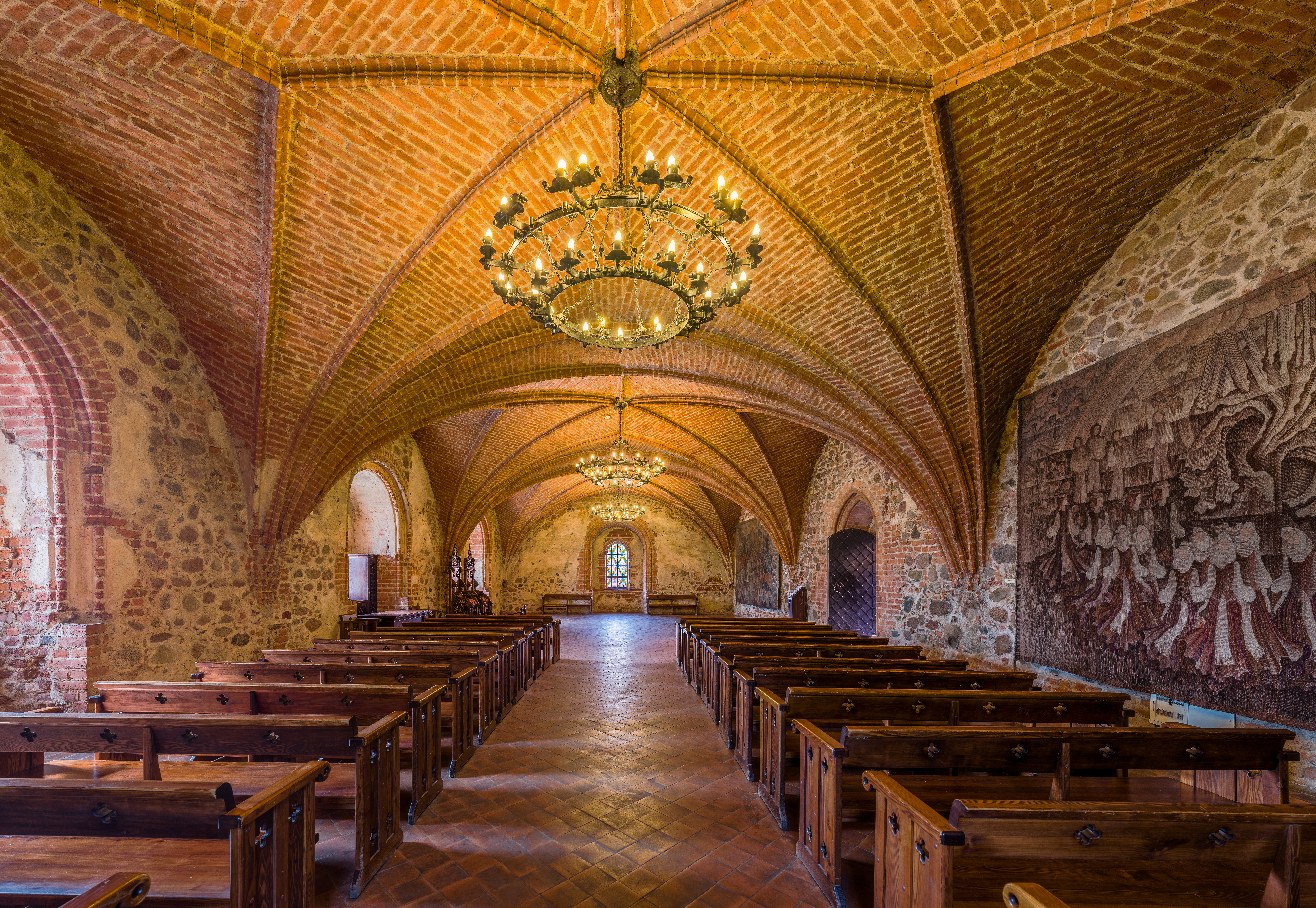
نمای داخلی نیایش‌گاه قلعه جزیره تراکای